# オペレータパック
オペレータパックは、NTTドコモがFOMA端末向けにACCESSと共同開発した携帯電話（フィーチャーフォン）用共通プラットフォームである。LiMo仕様に準拠している。OPPとも略される。

## 概要
従来のFOMA端末で用いられていたMOAPよりもミドルウェアの共通化を推進したもので、LinuxベースのものとSymbianベースのものがある。
共通ミドルウェアおよび共通アプリ部分にはダイヤル・通話・ショートメッセージサービスなどを行うためのアプリケーション類、それに文字入力システム（iWnn）が含まれているのに対し、オペレータパックではiモードブラウザやiモードメール、レコメンデーションエンジン、iコンシェル、おサイフケータイ（FeliCa対応サービス）などが含まれる。オペレータパック導入の影響で、富士通やシャープ、NEC（現・NECカシオ モバイルコミュニケーションズ）などそれまで文字入力システムにATOKやケータイShoin、Mogic Engineをそれぞれ採用していたメーカーのNTTドコモ向けの機種でもiWnnが採用されるようになった。
ドコモや開発メーカーにとっての導入のメリットとしては高機能化によるソフトウェア開発費用の増大の抑制、次世代携帯電話への対応、独自機能開発の集中推進、新規参入が容易になるなどの点が挙げられる。
オペレータパックが初搭載されたのはLinuxベースはN-01B、SymbianベースはSH-07Bだった。